# Tait Fletcher
Tait Fletcher (Los Angeles, 1971. július 2. –) amerikai korábbi MMA-harcos, harcművész, színész, kaszkadőr és vállalkozó.

## Életpályája
Michiganben született. A „The Ultimate Fighter” 3. évadában szerepelt mint pankrátor, négy meccset nyert meg és kettőt veszített el. Pankrátorkarrierjének befejezése  óta filmezik.  Eleinte kaszkadőrszerepeket vállalt, később már stáblistán jegyzett színész lett, leginkább katonákat, zsoldosokat, bérgyilkosokat és más rosszfiúkat alakított. 

## Filmjei
Olyan szuperprodukciókban volt látható a 2010-es években, mint a John Wick, A védelmező, Hogyan rohanj a veszTEDbe, Jurassic World, A könyvelő, Jumanji - Vár a dzsungel, vagy a Sicario - A bérgyilkos.
- Jonah Hex (2010)
- Paul (2011)
- Thor (2011)
- Bosszúállók (2012)
- Vörös hajnal (2012)
- Geronimo hadművelet (2012)
- Dől a moné (2012)
- Erőnek erejével (2013)
- A magányos lovas (2013)
- Transzcendens (2014)
- A majmok bolygója: Forradalom (2014)
- Sicario – A bérgyilkos (2015)
- Jurassic World (2015)
- Az útvesztő: Tűzpróba (2015)
- Érettségi után, érettség előtt (2016)
- Twin Peaks (2017)
- Jumanji – Vár a dzsungel (2017)
- Napkelte (2019)
- A Mandalóri (2019)
- Zsaru butik (2021)
- A zászlónk halált jelent (2022)
- Robbanáspont (2024)

## Díjai, elismerései
- Screen Actors Guild díja.

## További információ
- Tait Fletcher az Internetes Szinkronadatbázisban (magyarul)
- Tait Fletcher az Internet Movie Database-ben (angolul)
- Tait Fletcher a Rotten Tomatoeson (angolul)